# あきる野市立御堂中学校
あきる野市立御堂中学校（あきるのしりつ みどうちゅうがっこう）は、東京都のあきる野市草花3322番地にある市立の中学校。あきる野市の中学校の中で最も新しい中学校である。

## 歴史
昭和58年3月15日校舎が完成し、昭和58年4月7日に秋川市立御堂中学校として開校した。昭和59年にＰＴＡ総会設立、体育館、武道場設立、25メートル7コースのプール竣工。平成3年に、コンピューター教室完成。平成7年9月1日、秋川市と五日市町の合併によって、校名をあきる野市立御堂中学校に変更した。
平成26年4月1日に、東京都言語能力拠点校、東京都オリンピック教育推進校に指定された。

## 校歌
- 作詞:片岡 輝
- 作曲:廣瀬 量平

## 部活動
- ソフトテニス部
- 陸上部
- サッカー部
- 野球部
- 女子ソフトボール部
- 女子バスケットボール部
- 卓球部
- 手作り部
- 青少年赤十字部
- 吹奏楽部

## 委員会
- 学級委員会
- 生活委員会
- 図書委員会
- 美化委員会
- 給食委員会
- 体育委員会
- 保健委員会
- 放送委員会

- 臨時委員会
  - 選挙管理委員会　他